# Йохан Георг (Мекленбург)
Йохан Георг фон Мекленбург-Шверин (на немски: Johann Georg von Mecklenburg-Schwerin; * 5 май 1629 в дворец Лихтенбург при Претин; † 9 юли 1675 в Миров) е принц на Мекленбург-Шверин, от 1670 г. в Миров.
Той е петото дете на херцог Адолф Фридрих I фон Мекленбург-Шверин (1588 – 1658) и първата му съпруга Анна Мария (1601 – 1634) от Източна Фризия.

Като дете Йохан Георг расте със сестра си Анна Мария, когато баща му е изгонен, в дворец Лихтенбург при Претин в двора на Хедвиг Датска (1581 – 1641), вдовицата на курфюрст Христиан II от Саксония.
Йохан Георг е приет в литературното общество „Fruchtbringenden Gesellschaft“ във Ваймар. След смъртта на баща му през 1658 г. херцог става най-големият му брат Христиан Лудвиг I.
Йохан Георг умира от дадена му по погрешка отрова на 9 юли 1675 г. на 46 години в Миров и е погребан в княжеската гробница Миров. Гробът му не е запазен.

## Фамилия
Йохан Георг се жени на 2 февруари 1675 г. във Волфенбютел за Елизабет Елеонора (1658 – 1729), дъщеря на херцог Антон Улрих фон Брауншвайг-Волфенбютел и съпругата му Елизабет Юлиана фон Холщайн-Норбург. Той умира след пет месеца.
Вдовицата му се омъжва втори път през 1681 г. за Бернхард I фон Саксония-Майнинген.